# Relations entre le Brésil et l'Égypte
Les relations entre le Brésil et l'Égypte sont les relations diplomatiques entre la république fédérative du Brésil et la république arabe d'Égypte.

## Histoire
Les relations diplomatiques entre le Brésil et l'Égypte ont été établies en 1924.